# Conflitto (sociologia)
Il conflitto è un particolare tipo di interazione sociale in cui uno o più attori coinvolti fanno esperienza di un'incompatibilità negli scopi o nei comportamenti.

## Caratteristica
Il conflitto è un'esperienza universale dell'essere umano e della società umana: a variare nel tempo e nello spazio sono le modalità in cui gli esseri umani e società agiscono e gestiscono questo fenomeno. Le differenti forme di violenza e la guerra sono esempi di modalità distruttive di gestione del conflitto.
Di notevole interesse sono gli approcci costruttivi alla gestione del conflitto, come la mediazione, la negoziazione integrativa, e - nel campo dei conflitti politici e sociali - la nonviolenza.

## Attori e processi
Un conflitto comporta necessariamente la presenza di attori, ovvero di individui e gruppi dotati della capacità di agire intenzionalmente.
Possiamo distinguere diversi livelli della realtà sociale in cui si manifestano i conflitti:
- il livello micro è caratterizzato da relazioni "faccia a faccia", dove gli attori sono i singoli individui;
- al livello meso, intermedio quanto a dimensioni e complessità, gli attori del conflitto sono gruppi e organizzazioni;
- il livello macro, infine, comprende i conflitti che si presentano in grandi aggregati politico-sociali come società e stati, dove gli attori sono entità collettive come partiti, movimenti sociali, gruppi paramilitari o gli stessi stati.

Johan Galtung (1996) individua tre dimensioni caratteristiche del conflitto:
- la dimensione dei comportamenti, cioè degli atti osservabili compiuti dagli attori (ad esempio delle frasi dette in una disputa verbale, o degli atti di violenza);
- la dimensione degli atteggiamenti e delle percezioni, ovverosia il punto di vista soggettivo a partire dal quale gli attori "vedono" se stessi, la controparte, il conflitto, e la relazione nel suo complesso.
- la dimensione della contraddizione di fondo, ovvero del problema (o dei problemi) alla base del conflitto: ad esempio la questione del controllo di un territorio, del potere politico, o della distribuzione di determinate risorse.

Queste tre dimensioni si influenzano tra loro: le percezioni soggettive di una parte possono condurre a scegliere un certo tipo di comportamento (ad es. aggressivo o accomodante). Determinate azioni possono "cambiare le carte in tavola" e ridefinire il tipo di contraddizione intorno al quale ruota tutto il conflitto, ad esempio nel caso in cui una disputa territoriale sfocia in una guerra aperta e il conflitto diventa per uno stato (o un popolo) questione di vita o di morte.
Questo tipo di trasformazioni caratterizza in particolare i processi di escalation, ovvero di aumento del grado di intensità e di violenza del conflitto. L'escalation è caratterizzata dal superamento di determinate soglie che ne scandiscono in maniera chiara le diverse fasi.
I modelli di escalation possono essere assai complessi (è il caso ad es. del modello proposto da Friedrich Glasl, 1997).
Grosso modo è possibile distinguere tre grandi fasi in un processo di escalation, caratterizzate dall'importanza delle tre dimensioni illustrate sopra:
- quando il conflitto è a un basso livello di intensità prevale la dimensione della contraddizione di fondo: le parti sono convinte che è possibile trovare una soluzione negoziata con l'accordo di tutti. A causa della crescente frustrazione, una o più parti saranno tentate di adottare la tattica del fatto compiuto;
- in un momento intermedio dell'escalation, le parti hanno perso la fiducia nella possibilità del dialogo e rafforzano la percezione del carattere negativo dell'altro, della necessità di una contrapposizione, fino ad arrivare ad adottare la strategia della minaccia e dell'ultimatum
- a livello più elevato di escalation sono i comportamenti delle parti ad essere in primo piano, ed in particolare l'uso della coercizione e della violenza (v. Arielli /Scotto 2003, p. 68 ss.).

## La gestione costruttiva dei conflitti
Come il conflitto, anche la ricerca di strumenti di gestione è un'esperienza universale: ogni società si dà proprie regole per far sì che le forze distruttive del conflitto non compromettano la tenuta della vita associata. In risposta ai conflitti interni sono possibili meccanismi di gestione non coercitiva del conflitto come la negoziazione e la mediazione, e di gestione delegata a un terzo, come l'arbitrato o le procedure giudiziarie. Il diritto può essere considerato un mezzo assai sofisticato per gestire i conflitti all'interno delle società.
La mancanza di forti legami associativi e l'assenza di un monopolio legittimo dell'uso della forza fa sì che a livello internazionale i conflitti degenerino facilmente in forme sempre più violente fino anche alla guerra. Anche a livello internazionale, tuttavia, si è registrata negli ultimi decenni una intensa attività di ricerca e sviluppo sulle forme di gestione costruttiva dei conflitti (v. Austin / Fischer / Ropers 2002).
Negoziazione, mediazione, problem solving e diplomazia multilivello (multitrack diplomacy) sono alcuni degli strumenti impiegati negli ultimi anni in particolare per la trasformazione, in senso costruttivo, dei conflitti a carattere etnopolitico.